# قصور الغدد التناسلية متأخر البدء
قصور الغدد التناسلية متأخر البدء أو متلازمة نقص التستوستيرون هو حالة تصيب كبار السن من الرجال وتوصف بانخفاض مستويات هرمون التستوستيرون بشكل ملحوظ وظهور أعراض سريرية تكون غالباً ذات طبيعة جنسية، مثل: تناقص الرغبة في ممارسة الجنس، وقلة الإنتصاب التلقائي، وخلل وظيفي في الإنتصاب. هذه الحالة هي نتيجة لانخفاض تدريجي في هرمون التستوستيرون، حيث يمكن حدوث انخفاض مستمر في مستوياته بنسبة 1% سنويًا، وهذا الانخفاض موثق جيداً في كل من الرجال والنساء.

## مصطلح
حسب علم المصطلحات فإن قصور الغدد التناسلية متأخر البدء هو حالة مرتبطة بالغدد الصماء، ويحدث نتيجة للشيخوخة.
تستخدم مصطلحات «سن اليأس عند الذكور» و «إياس الذكور» في وسائل الإعلام الشعبية وهي مضللة؛ كونها تدل ضمنياً على تغير مفاجئ في مستوى الهرمونات شبيه لما يواجه النساء في سن اليأس. أحياناً يشار بالعامية إلى تناقص الرغبة الجنسية لدى الرجال نتيجة العمر باسم سن اليأس.

## الأعراض والتشخيص والفحص
اعتباراً من عام 2016، قامت الجمعية الدولية لدراسة الذكور المسنين بتعريف قصور الغدد التناسلية المتأخر على أنه سلسلة من الأعراض لدى كبار السن متعلّق بنقص التستوستيرون والذي يجمع بين ميزات قصور الغدد التناسلية الأولي والثانوي. كما أن الدراسة الأوروبية لشيخوخة الذكور (وهي دراسة استباقية أجريت على حوالي 3000 رجل)، عَرَّفت هذه الحالة من خلال ظهور ثلاثة أعراض جنسية على الأقل (مثل: انخفاض الرغبة الجنسية، وانخفاض الانتصاب التلقائي، وخلل وظيفي في الانتصاب)، وعندما يكون إجمالي تراكيز التستوستيرون أقل من 11 نانومول/لتر (3.2 نانوغرام/مل) وتراكيز التستوستيرون الحر أقل من 220 بيكومول/لتر (64 بيكوغرام/مل).
بعض الرجال تظهر عليهم الأعراض لكن مستويات التستوستيرون لديهم طبيعية، والبعض الآخر لديهم انخفاض في مستويات التستوستيرون ولا تظهر عليهم الأعراض؛ وذلك لأسباب غير معروفة.
في أواخر الأربعينيات وأوائل الخمسينيات من العمر يصاب بعض الرجال بأعراض مختلفة، مثل: الإكتئاب وفقدان الرغبة الجنسية وخلل وظيفي في الانتصاب، بالإضافة إلى أعراض جسدية وعاطفية أخرى مثل: التهيجية أو فقدان الكتلة العضلية أو ضعف القدرة على ممارسة الرياضة أو زيادة الوزن أو نقص الطاقة أو صعوبة النوم أو ضعف التركيز، والعديد من هذه الأعراض قد تنشأ من أزمة منتصف العمر أو كنتيجة لنمط حياة غير صحي طويل الأمد (مثل: التدخين، والإفراط في تناول الطعام، والإفراط في شرب الكحول، وقلة ممارسة التمارين)، ويمكن توجيهها بشكل أفضل عن طريق تغيير نمط الحياة أو العلاج أو استخدام مضادات الاكتئاب.
إذا ظهرت على الشخص أعراض قصور الغدد التناسلية المتأخر، يتم قياس مستوى التستوستيرون عن طريق سحب الدم صباحاً في يومين على الأقل. على الرغم من أن المقايسات المناعية شائعة الاستخدام، إلا أن مطيافية الكتلة أكثر دقة وأصبحت متاحة على نطاق أوسع. إن مدلول قياس التستوستيرون يختلف اعتمادًا على العديد من العوامل التي تؤثر على كيفية تكوين الهرمون وكيفية انتقاله في الدم. حيث أن تراكيز البروتينات التي تربط هرمون التستوستيرون في الدم تتزايد إذا كان الشخص أكبر سنًا، أو يعاني من فرط نشاط الغدة الدرقية أو أمراض الكبد، أو يتناول الأدوية مضادة الإختلاج (والتي تستخدم بشكل متزايد للاكتئاب واعتلالات الأعصاب المختلفة)، وتنخفض تراكيز البروتينات التي تربط التستوستيرون إذا كان الشخص يعاني من السمنة أو السكري أو قصور الغدة الدرقية أو أمراض الكبد أو يتناول هرمونات قشرية سكرية (glucocorticoids) أو أندروجينات أو بروجستينات. إذا كانت مستويات الهرمون منخفضة، يجب استبعاد الحالات المرضية التي تسبب قصور الغدد التناسلية الأولي والثانوي.
لا يوصى بهذا الفحص بسبب صعوبته، وتكلفة الاختبار، والتباس النتائج. وعلى الرغم من تطوير بعض الأدوات السريرية (الاستقصاءات المعيارية) اعتبارًا من عام 2016، إلا أن نوعيتها كانت منخفضة جدًا بحيث لا يمكن الاستفادة منها سريرياً.

## الأسباب
من المؤكد أن مستويات التستوستيرون تنخفض مع تقدم العمر بحوالي 1% سنويًا لدى كل من الرجال والنساء بعد سن معين؛ لكن الأسباب غير مفهومة جيدًا.

## الإدارة
أنظر أيضاً: علاج بديل بالأندروجين.ُ
تعد دلالة انخفاض مستويات التستستيرون موضعاً للجدل، كما أن علاجه بالبدائل أمر خلافي. ففي عام 2015، صرَّحت إدارة الغذاء والدواء (الولايات المتحدة) بأنه لم يتم إثبات فوائد أو أمن التستوستيرون على الرجال المُسنّين الذين يعانون من انخفاض مستويات التستوستيرون. كما ويجب أن يبدأ العلاج ببدائل التستوستيرون فقط عند التأكد من انخفاض مستوياته في الدم. في الولايات المتحدة، لا يتم التأكد من انخفاض مستويات التستوستيرون في حوالي 25٪ من الوقت، اعتباراً من عام 2015. ويجب أيضًا مراقبة مستويات هرمون التستوستيرون أثناء العلاج.
| طريقة الإعطاء | العلاج                      | الأسماء التجارية الكبرى           | الشكل          | الجرعة                                |
| --- | --------------------------- | --------------------------------- | -------------- | ------------------------------------- |
| فمويًا | تستوستيرون أ                | –                                 | أقراص          | 400–800 ملغ/اليوم (مقسمة على جرعات)   |
| فمويًا | أنديكانوات التستوستيرون ‏    | أندريول، جاتينزو                  | كبسول          | 40–80 ملغ/2–4 مرات اليوم (مع الوجبات) |
| فمويًا | ميثيل تستوستيرون ب          | آندرويد، ميتاندرين، تستريد        | أقراص          | 10–50 ملغ/اليوم                       |
| فمويًا | فلوكسيمستيرونب              | هالوتستين، أورا-تستريل، ألتاندرين | أقراص          | 5–20 ملغ/اليوم                        |
| فمويًا | ميتاندينونب                 | ديانابول                          | أقراص          | 5–15 ملغ/اليوم                        |
| فمويًا | مستيرولونب                  | بروفيرون                          | أقراص          | 25–150 ملغ/اليوم                      |
| شدقيًا | تستوستيرون                  | ستريانت                           | أقراص          | 30 ملغ مرتين/اليوم                    |
| شدقيًا | ميثيل تستوستيرونب           | ميتاندرين، أوريتون ميثيل          | أقراص          | 5–25 ملغ/اليوم                        |
| تحت اللسان | تستوستيرونب                 | تستورال                           | أقراص          | 5–10 ملغ 1–4 مرات/اليوم               |
| تحت اللسان | ميثيل تستوستيرونب           | ميتاندرين، أوريتون ميثيل          | أقراص          | 10–30 ملغ/اليوم                       |
| عبر الأنف [الإنجليزية] | تستوستيرون                  | ناتستو                            | بخاخ أنفي      | 11 ملغ 3 مرات/اليوم                   |
| عبر الأدمة | تستوستيرون                  | أندروجيل، تستيم، تستوجيل          | جيل            | 25–125 ملغ/اليوم                      |
| عبر الأدمة | تستوستيرون                  | أندروديرم، أندروباتش، تستوباتش    | رقعة غير صفنية | 2.5–15 ملغ/اليوم                      |
| عبر الأدمة | تستوستيرون                  | تستوديرم                          | رقع صفنية      | 4–6 ملغ/اليوم                         |
| عبر الأدمة | تستوستيرون                  | آكسيرون                           | محلول إبطي     | 30–120 ملغ/اليوم                      |
| عبر الأدمة | أندروستانولون ‏ (DHT)        | أندراكتين                         | جيل            | 100–250 ملغ/اليوم                     |
| عبر المستقيم | تستوستيرون                  | ريكتاندرون، تستوستيرون ب          | تحميلة         | 40 ملغ2–3 مرات/اليوم                  |
| بالحقن (تحت الجلد أو عضليًا) | تستوستيرون                  | أندروناك، ستيروتات، فيروستيرون    | معلق مائي      | 10–50 ملغ 2–3 مرات/الأسبوع            |
| بالحقن (تحت الجلد أو عضليًا) | بروبيونات التستوستيرون ‏ب    | تيستوفيرون                        | محلول زيتي     | 10–50 ملغ 2–3 مرات/الأسبوع            |
| بالحقن (تحت الجلد أو عضليًا) | إينانثات التستوستيرون       | ديلاتيستريل                       | محلول زيتي     | 50–250 ملغ مرة/1–4 أسبوعيًا            |
| بالحقن (تحت الجلد أو عضليًا) | إينانثات التستوستيرون       | زايوستيد                          | حقن تلقائي     | 50–100 ملغ مرة/الأسبوع                |
| بالحقن (تحت الجلد أو عضليًا) | سيبيونات التستوستيرون       | ديبو-تيستوستيرون                  | محلول زيتي     | 50–250 ملغ مرة/1–4 أسبوع              |
| بالحقن (تحت الجلد أو عضليًا) | إيزوبوتيرات التستوستيرون ‏   | أجوفيرين ديبوت                    | معلق مائي      | 50–100 ملغ مرة/1–2 الأسبوع            |
| بالحقن (تحت الجلد أو عضليًا) | فينيل أسيتيت التستوستيرون ‏ب | بيرنادرين، أندروجيكت              | محلول زيتي     | 50–200 ملغ مرة/3–5 أسبوع              |
| بالحقن (تحت الجلد أو عضليًا) | خليط إسترات التستوستيرون ‏   | ساستانون 100، ساستانون 250        | محلول زيتي     | 50–250 ملغ مرة/2–4 أسبوعيًا            |
| بالحقن (تحت الجلد أو عضليًا) | أنديكانوات التستوستيرون ‏    | آفيد، نيبيدو                      | محلول زيتي     | 750–1,000 ملغ مرة/10–14 أسبوع         |
| بالحقن (تحت الجلد أو عضليًا) | بوسيكلات التستوستيرون ‏أ     | –                                 | معلق مائي      | 600–1,000 ملغ مرة/12–20 أسبوع         |
| زرع تحت الجلد | تستوستيرون                  | تستوبل                            | حبيبات مضغوطة  | 150–1,200 ملغ/3–6 أشهر                |
| ملاحظات: ينتج الرجال حوالي 3 إلى 11 مغ من هرمون التستوستيرون يوميًا (متوسط 7 مغم/يوم عند الشباب). هوامش: أ = لم يُسَوق. ب =لم يعد مستخدمًا و/أو لم يعد يُسوق له. المصادر: See template. |                             |                                   |                |                                       |

### الآثار السلبية
انظر أيضاً: تستوستيرون (دواء).
قد تشمل الآثار السلبية لمكملات التستوستيرون زيادة الأمرض القلبية الوعائية (بما في ذلك السكتات الدماغية والنوبات القلبية)، وزيادة الوفيات خاصة عند الرجال فوق سن 65 عامًا والرجال المصابين بأمراض قلبية مسبقاً. إن احتمالية المخاطر القلبية الوعائية الناتجة عن العلاج بالتستوستيرون أدت إلى قيام إدارة الغذاء والدواء بإصدار متطلب في عام 2015، يقتضي  بأنْ تتضمن الملصقات الصيدلانية لهرمون التستوستيرون معلومات تحذيرية حول إمكانية زيادة خطر الإصابة بالنوبات القلبية والسكتات الدماغية. لكن البيانات اختلطت؛ وصرَّحت وكالة الأدوية الأوروبية، والجمعية الأمريكية لأخصائيي الغدد الصماء، والكلية الأمريكية لطب الغدد الصماء بعدم وجود دليل ثابت يُظهر أن علاج التستوستيرون قد يزيد أو يقلل من مخاطر الإصابة بالأمراض القلبية الوعائية.
إن هناك آثار سلبية هامة أخرى لمكملات التستوستيرون، والتي تشمل: تسريع نمو سرطان البروستاتا الموجود مسبقًا، وزيادة الهيماتوكريت الذي قد يتطلب بزل الوريد للعلاج، وتفاقم انقطاع النفس النومي.
قد تشمل الآثار أيضًا أعراض جانبية طفيفة مثل: حب الشباب والجلد الدهني، بالإضافة إلى تساقط الشعر أو ترقق الشعر، والذي يمكن منعه باستخدام مثبطات مختزلة الألفا-5 المستخدمة عادةً لعلاج تضخم البروستاتا الحميد، مثل: فيناستيريد أو دوتاستيرايد.
قد يتسبب التستوستيرون الخارجي أيضًا في تثبيط تكوين الحيوانات المنوية؛ مما يؤدي إلى العقم في بعض الحالات.

## النتائج
منذ عام 2015، الأدلة غير حاسمة فيما إذا كان العلاج ببدائل التستوستيرون يمكن أن يساعد في علاج ضعف الانتصاب لدى الرجال المصابين بقصور الغدد التناسلية المتأخر. لكن يظهر أن العلاج ببدائل التستوستيرون قد يفيد الرجال الذين يعانون من أعراض الضعف والمصابين بقصور الغدد التناسلية المتأخر.

## علم الأوبئة
المعلومات الوبائية حول المرض غير واضحة، حيث أن ما نسبته 20٪ من الرجال في الستينيات من العمر وما نسبته 30% من الرجال في السبعينيات لديهم انخفاض في هرمون التستوستيرون؛ كما يعاني حوالي 5٪ من الرجال الذين تتراوح أعمارهم بين 70 و79 عامًا من انخفاض التستوستيرون مع ظهورالأعراض، ويتم تشخيص إصابتهم بقصور الغدد التناسلية المتأخر. تصف هيئة الخدمات الصحية الوطنية هذه الحالة بأنها نادرة.

## التاريخ
تطرقنا مسبقاً إلى تأثير مستويات هرمون التستوستيرون المنخفضة. في عام 1944، حدد هيلر ومايرز أعراضًا لما وصفوه بـ«سن يأس الذكور» بما في ذلك فقدان الرغبة الجنسية والفحولة (القدرة على الجماع)، والعصبية، والاكتئاب، وضعف الذاكرة، وعدم القدرة على التركيز، والإعياء، والأرق، والتورد، والتعرق. وجد هيلر ومايرز أن عيناتهم الدراسية لديها مستويات أقل من المعتاد من هرمون التستوستيرون، وأن الأعراض انخفضت بشكل كبير عندما تم إعطاء العينات جرعات بديلة من التستوستيرون.

## المجتمع والثقافة
كتاب «سن اليأس عند الذكور» عام 1998[بحاجة لمصدر] من تأليف جيد دايموند (معالج نفسي[بحاجة لمصدر] حاصل على درجة الدكتوراه في الصحة الدولية) أثار اهتمام شعبي بمفهوم «إياس الذكورة». يعتبر دياموند أن إياس الذكور هو تغيير يطرأ على حياة الرجال في منتصف أعمارهم، وله جوانب هرمونية وجسدية ونفسية وشخصية واجتماعية وجنسية وروحية. كما ويَّدعي أن هذا التغيير يحدث في جميع الرجال، وقد يحدث بشكل مبكر في سن 45 إلى 50 عاماً ويزداد حدوثه بشكل مثير بعد سن 70 عام لدى بعض الرجال، وأن ما يعانيه النساء والرجال هو ظاهرة متشابهة إلى حد ما. رفض المجتمع الطبي مصطلح «انقطاع الطمث» وافتراض كونه مقابل لسنِّ اليأس.
في افتتاحية عام 2015 في مجلة الجمعية الأمريكية لطب الشيخوخة، صرَّح توماس بيرلز وديفيد هاندلسمان، أنه بين طبيعة التشخيص غير المحددة لهذه الحالة وبين الضغط والإعلان من شركات الأدوية التي تبيع هرمون التستوستيرون وهرمون النمو البشري، بالإضافة إلى شركات المكملات الغذائية التي تبيع جميع أنواع «الجرعات المعززة» للرجال المسنين، فإن هذه الحالة تشخَّص بشكل مفرط ويتم تقديم رعاية صحية مفرطة لها. كما لاحظ بيرلز وهاندلسمان أنه في الولايات المتحدة «زادت مبيعات التستوستيرون من 324 مليون دولار في عام 2002 إلى ملياري دولار في عام 2012، كما أن عدد جرعات التستوستيرون الموصوفة طبياً ارتفعت من 100 مليون في عام 2007 إلى نصف مليار في عام 2012، يستثنى من ذلك المساهمات الإضافية من صيدليات تركيب الأدوية والإنترنت والبيع المباشر للمريض في العيادات».

## التوجهات البحثية
اعتبارًا من عام 2016، كان البحث ضروريًا لإيجاد طرق أفضل لقياس التستوستيرون وللتمكن من فهم االقياسات لأي شخص بشكل أفضل، وفهم سبب عدم ظهور أعراض لدى بعض الأشخاص الذين يعانون من انخفاض التستوستيرون، في حين أن البعض الآخر لديهم مستويات تستوستيرون مناسبة وتظهر عليه الأعراض. كان البحث ضروريًا أيضًا لفهم مخاطر القلب والأوعية الدموية للعلاج ببدائل التستوستيرون في الرجال المسنين.
افتُرِضَ وجود علاقة بين قصور الغدد التناسلية المتأخر وخطر الإصابة بمرض الزهايمر، وقد أُجريت بعض الدراسات السريرية المتواضعة للبحث في وقاية الرجال المصابين بقصور الغدد التناسلية المتأخر من مرض الزهايمر؛ اعتباراً من عام 2009، كانت النتائج غير حاسمة.